# Internationella dagen för mänskliga rättigheter
Internationella dagen för mänskliga rättigheter är en av FN:s internationella dagar och högtidlighålls den 10 december varje år. Dagen instiftades 1950, och datumet (10 december) valdes för att hedra FN:s deklaration om de mänskliga rättigheterna som antogs av FN:s generalförsamling den 10 december 1948.